# Eclectochromis ornatus
Eclectochromis ornatus är en fiskart som först beskrevs av Regan 1922.  Eclectochromis ornatus ingår i släktet Eclectochromis och familjen Cichlidae. IUCN kategoriserar arten globalt som livskraftig. Inga underarter finns listade i Catalogue of Life.